# Хината Мијазава
Хината Мијазава (јап. 宮澤 ひなた; 21. новембар 1999) јапанска је фудбалерка.

## Репрезентација
За репрезентацију Јапана дебитовала је 2018. године.

## Статистика
| Јапан  | Јапан | Јапан |
| Год.   | Ута.  | Гол.  |
| ------ | ----- | ----- |
| 2018   | 1     | 0     |
| 2019   | 1     | 0     |
| 2020   | 0     | 0     |
| 2021   | 2     | 0     |
| 2022   | 13    | 4     |
| 2023   | 10    | 5     |
| Укупно | 27    | 9     |